# Colonia Carlos Pellegrini
Colonia Carlos Pellegrini är en ort i Argentina.   Den ligger i provinsen Corrientes, i den nordöstra delen av landet, 700 km norr om huvudstaden Buenos Aires. Colonia Carlos Pellegrini ligger 68 meter över havet och antalet invånare är 880. Den ligger vid sjön Laguna Iberá.
Terrängen runt Colonia Carlos Pellegrini är mycket platt. Trakten runt Colonia Carlos Pellegrini är nära nog obefolkad, med mindre än två invånare per kvadratkilometer..